# Resolución 1191 del Consejo de Seguridad de las Naciones Unidas
La resolución 1191 del Consejo de Seguridad de las Naciones Unidas, aprobada por unanimidad el 27 de agosto de 1998, después de reafirmar las resoluciones 808 (1993), 827 (1993) y 1166 (1998), y  examinar las candidaturas para los cargos de magistrados del Tribunal Penal Internacional para la ex Yugoslavia recibidas por el Secretario General Kofi Annan el 4 de agosto de 1998, el Consejo estableció una lista de candidatos en concordancia al artículo 13 del Estatuto del Tribunal Internacional.
La lista de nominados fue la siguiente:
- Mohamed Bennouna (Marruecos)
- David Hunt (Australia)
- Per-Johan Lindholm (Finlandia)
- Hugo Aníbal Llanos Mansilla (Chile)
- Patrick Robinson (Jamaica)
- Jan Skupinski (Polonia)
- S. W. B. Vadugodapitiya (Sri Lanka)
- Luis Valencia Rodríguez (Ecuador)
- Peter H. Wilkitzki (Alemania)

La Asamblea General después escogió a Mohamed Bennouna, David Hunt y a Patrick Robinson para servir en la tercera sala de Tribunal Internacional para la ex Yugoslavia en octubre de 1998.